# Kruiswater (Terhorne)
Het Kruiswater (Fries en officieel: Krúswetter) is een meer in de Friese gemeente De Friese Meren (Nederland), bij het dorp Terhorne.

## Beschrijving
Het meer ligt op het punt waar de Meinesloot (Meinesleat) in de Terhornsterpoelen (Terhernster Puollen) uitkomt. Om het meer liggen de eilandjes Breefinne, Grootzand en Kleinzand. Aan de noordkant ligt het Meskenwiersterveld. Het Kruiswater staat daar in verbinding met het Prinses Margrietkanaal.
Per 15 maart 2007 is de officiële benaming van het water Krúswetter, daarvoor Kruiswater. Per 1 januari 2014 maakt het meer deel uit van de nieuwe fusiegemeente De Friese Meren, daarvoor tot de gemeente Boornsterhem.

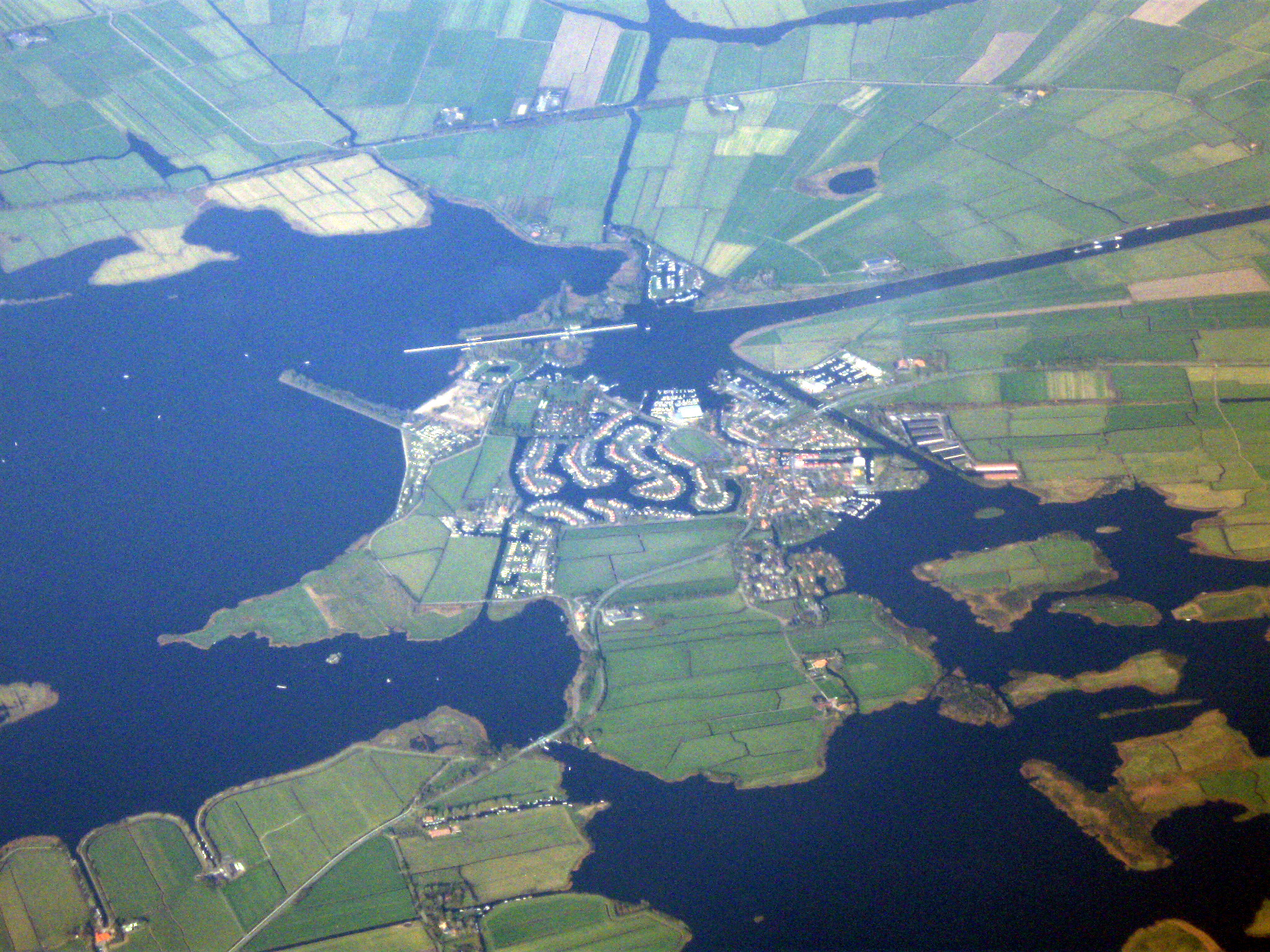
Terhorne en omgeving, met rechts middenin het Kruiswater